# Bagri jezik
Bagri jezik (bagari, bagria, bagris, bahgri, baorias; ISO 639-3: bgq), indoarijski jezik koji se, kao jedan od ukupno osam neklasificiranih, vodi u podskupinu radžastanskih jezika, ostali su poznati kao marwari. 
Bagrijem govori 1 900 000 ljudi u Indiji (2000) u državama Radžastan, Punjab i Haryana, a 200 000 u Pakistanu, provincije Sindh i Punjab.
S jezicima Gujari jezik [gju], hadothi [hoj], gade lohar [gda], malvi [mup] i wagdi [wbr] pripada radžastanskom makrojeziku [raj]. U upotrebi su i sindhi [snd] ili urdu [urd]. Većina Bagrija živi u ruralnim krajevima.

## Vanjske poveznice
- Ethnologue (14th)
- Ethnologue (15th)